# 厍东关彝族苗族白族乡
厍东关彝族苗族白族乡是中华人民共和国贵州省毕节市纳雍县下辖的一个民族乡。

## 行政区划
厍东关彝族苗族白族乡下辖以下村级行政区划单位：
东关村、白泥村、长坡村、大坡村、黑沙垮村、李子村、梅花村、陶营村、下厂村和箐脚村。